# SSM-N-8A Regulus
Die SSM-N-8A Regulus war ein nuklearfähiger Marschflugkörper des US-amerikanischen Herstellers Vought, der von 1955 bis 1964 von der United States Navy eingesetzt wurde.

## Entwicklung
Der in den späten 1950er- und frühen 1960er-Jahren stationierte Flugkörper war der erste in Dienst gestellte seegestützte Marschflugkörper und basierte auf den Entwürfen der deutschen V1. Das Regulus-Projekt begann bereits 1943, jedoch ohne nennenswerte Fortschritte. Bis 1947 führten die Planungen lediglich zu einer genauen Spezifikation der Leistungsdaten. Parallel dazu gab es das Projekt des Marschflugkörpers SSM-N-6 Rigel, das 1943 begann und 1953 eingestellt wurde. In dieser Zeit standen die Projekte der United States Navy in Konkurrenz zu dem Marschflugkörper Matador der US Army. Schließlich kam es 1951 zum Erstflug eines Regulus-Marschflugkörpers und 1953 zum ersten Start von einem U-Boot aus, vom Deck der aufgetauchten Tunny. Ein Flugkörperstart unter Wasser war zu dieser Zeit nicht möglich.

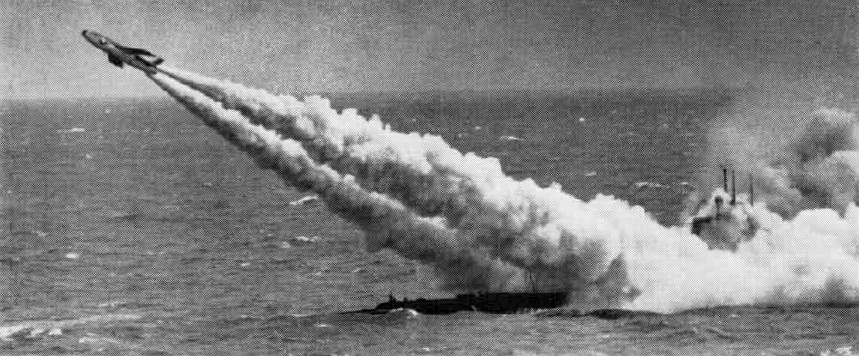
Start einer Regulus I von der Tunny

## Einsatz

### U-Boote
Die beiden U-Boote der Grayback-Klasse gingen ab 1958 mit Regulus auf Patrouille, ab 1960 auch das Atom-U-Boot USS Halibut. Ab 1964 gingen U-Boot-gestützte Polaris-Raketen in Dienst und lösten damit die Regulus ab.

### Kreuzer
Neben der Stationierung auf U-Booten wurde auch die Stationierung auf Überwasserschiffen untersucht und in kleinem Rahmen durchgeführt. So fuhren ab 1955/56 vier Kreuzer der Baltimore-Klasse, die Helena, die Macon, die Toledo sowie die Los Angeles, mit jeweils drei Regulus-Flugkörpern, die im ursprünglichen Seeflugzeughangar mitgeführt wurden.

### Flugzeugträger
Insgesamt zehn Flugzeugträger wurden für den Einsatz von Regulus-Flugkörpern ausgerüstet, wobei nur sechs jemals Starts durchführten. Die Princeton führte den ersten Start einer Regulus von einem Kriegsschiff durch, führte jedoch keine Einsatzfahrt durch. Ebenfalls nur Teststarts erfolgten von der Saratoga, der Franklin D. Roosevelt sowie der Lexington. Jeweils eine tatsächliche Einsatzfahrt mit je drei Flugkörpern an Bord führten 1955 die Randolph und die Hancock durch.

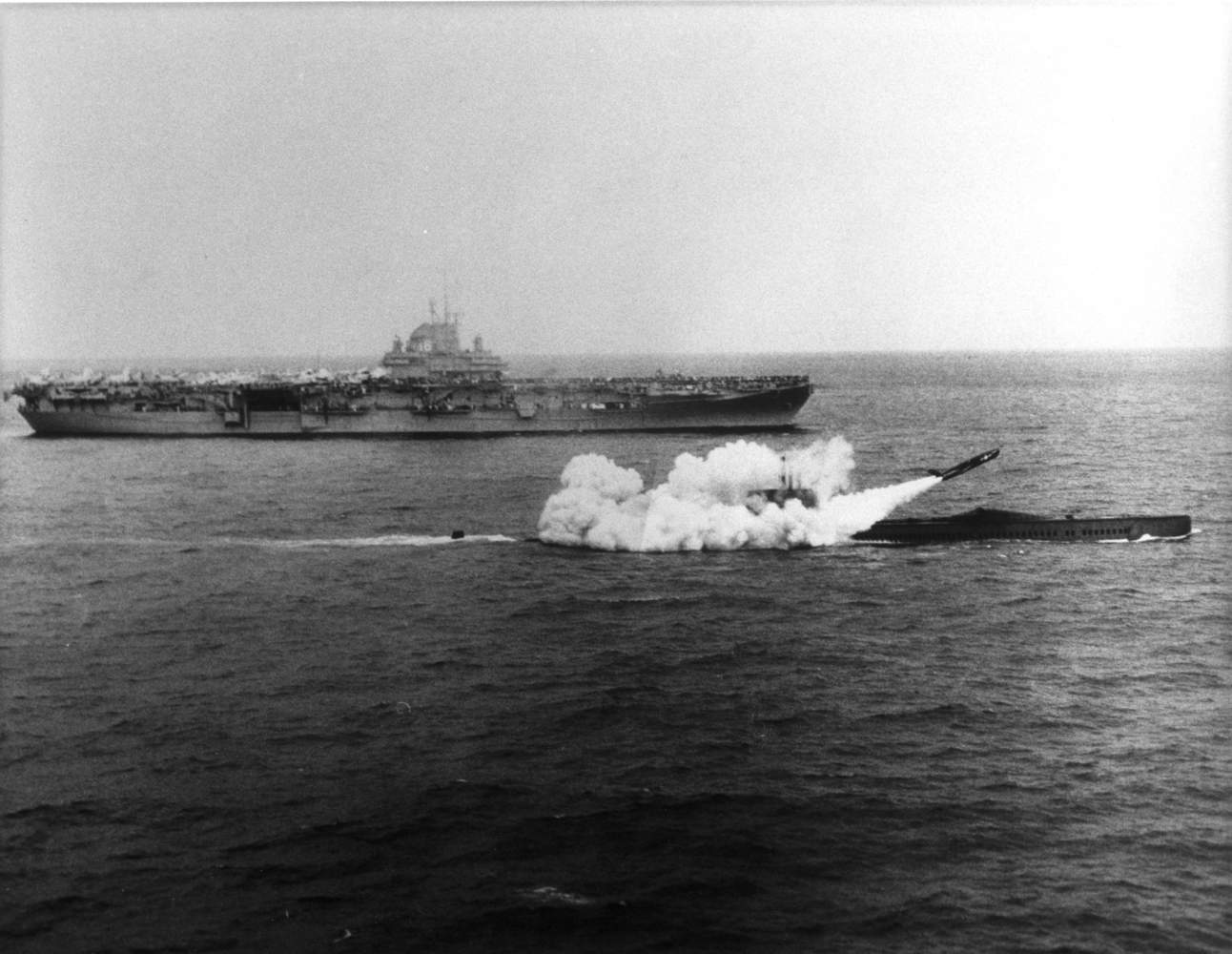
Start einer Regulus von der Halibut (SSGN-587)
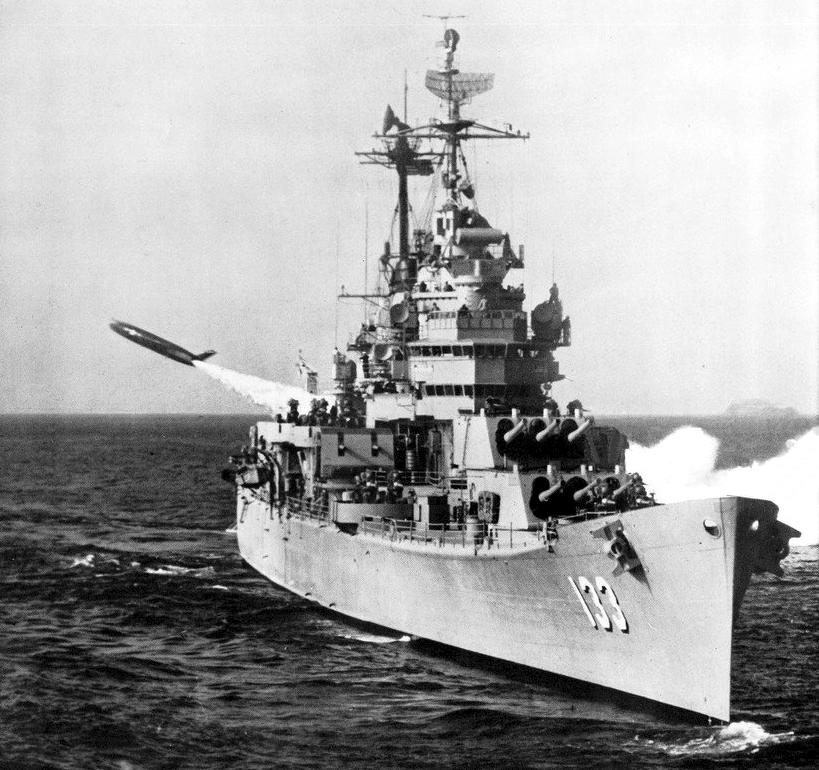
Start einer Regulus vom schweren Kreuzer Toledo (CA-133)
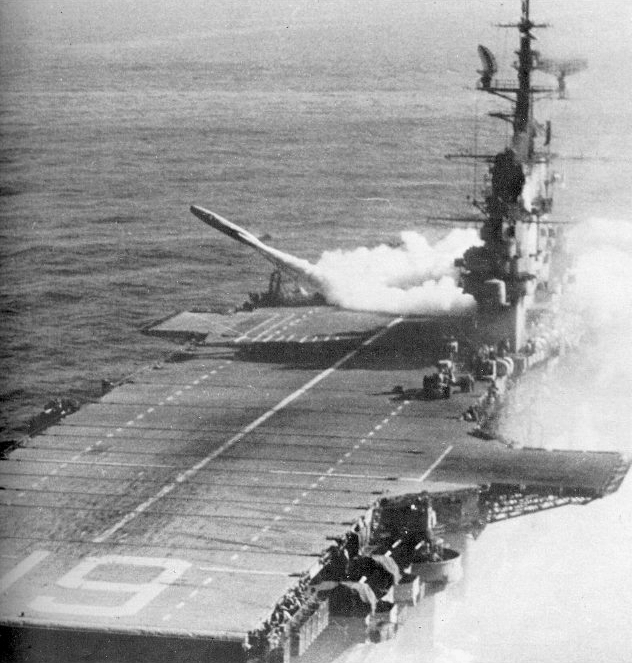
Start einer Regulus vom Flugzeugträger Hancock (CVA-19)

Bei einem als Missile Mail bezeichneten Start am 8. Juni 1959 wurden durch einen Regulus-Flugkörper Postbehälter mit Briefen transportiert.